# Pradawny ląd 3: Czas wielkich darów
Pradawny ląd 3: Czas wielkich darów albo Pradawny ląd 3 - Wielkie poszukiwania (ang. The Land Before Time III: The Time of the Great Giving) – amerykański film animowany dla dzieci.
Opowiada dalszych losach pięciu dinozaurów: Liliputa (apatozaur), Cery (triceratops), Pterusia (pteranodon), Kaczusi (zaurolof) i Szpica (stegozaur).

## Opis fabuły[1]
Spadający meteoryt w okolicy Wielkiej Doliny odcina dostęp do wody. Wobec groźby suszy, grupa małych przyjaciół-dinazaurów, opuszcza dom i wyrusza na poszukiwanie źródła.

## Obsada oryginalna
- Heather Hogan - Kaczusia (głos)
- Scott McAfee - Liliput (głos)
- Jeff Bennett - Pteruś / Mutt / Iguanodon (głos)
- Candace Hutson - Cera (głos)
- Rob Paulsen - Szpic (głos)
- Kenneth Mars - dziadek Liliputa (głos)
- John Ingle - ojciec Cery / narrator (głos)
- Tress MacNeille - matka Maiasaura / Stegozaur (głos)
- Linda Gary - babcia Liliputa / matka Quetzalcoatlus (głos)
- Whitby Herford - Hyp (głos)
- Frank Welker - Welociraptor (głos)
- Scott Menville - Nod (głos)
- Nicholas Guest - ojciec Hypa (głos)

## Wersja polska
Opracowanie wersji polskiej: TELEWIZJA POLSKA

Reżyseria: Krystyna Kozanecka

Dialogi i tłumaczenie: Katarzyna Dziedziczak

Dźwięk i montaż: Urszula Bylica

Kierownik produkcji: Anna Jaroch

Wystąpili:
- Beata Wyrąbkiewicz - Cera
- Marek Molak - Liliput
- Jacek Bończyk - Pteruś
- Olga Bończyk - Kaczusia
- Jolanta Wołejko - Babcia Liliputa
- Paweł Szczesny - Dziadek Liliputa
- Jacek Mikołajczyk - Bron, tata Liliputa /Wielki Tatko
- Aleksander Mikołajczak - Pan Trójnóg, tata Cery
- Kajetan Lewandowski - Liliput/Skikacz
- Ewa Serwa - Mama Liliputa/Tria
- Agnieszka Kunikowska - Babcia Liliputa